# Beatrice Pelloni
Pour les articles homonymes, voir Pelloni.
Beatrice Pelloni (née en 1962 à Rome) est une mathématicienne italienne spécialisée dans l'analyse mathématique appliquée et les équations aux dérivées partielles. Elle est professeure de mathématiques à l'université Heriot-Watt à Édimbourg.

## Formation et carrière
Beatrice Pelloni naît le 28 juin 1962 à Rome. Elle obtient un laurea de l'université de Rome « La Sapienza » en 1985. Elle obtient une bourse de l'université Yale et poursuit ses études de mathématiques dans ce cadre, où elle obtient un master en 1988 tout en exerçant des fonctions de chargée de cours et de recherche. Elle soutient ultérieurement sa thèse de doctorat, intitulée Spectral Methods for the Numerical Solution of Nonlinear Dispersive Wave Equations, sous la direction de Peter Jones en 1996. Beatrice Pelloni est chercheuse pour l'Institut de mathématiques informatiques appliquées de la Fondation pour la recherche et la technologie - Hellas (IACM-FORTH) durant ses études doctorales, puis elle est chercheuse associée à l'Imperial College London de 1997 à 2000. Elle est chargée de cours à l'université de Reading en 2001 puis promue professeure. Elle est ensuite professeure à la faculté de mathématiques et d'informatique de l'université Heriot-Watt d'Édimbourg,,.

## Activités
Beatrice Pelloni est rédactrice en chef des Proceedings of the Royal Society of Edinburgh, Section A: Mathematics et présidente du Activity Group on Nonlinear Waves and Coherent Structures de la Society for Industrial and Applied Mathematics (SIAM). 

## Prix et distinctions
Pelloni est la conférencière Olga Taussky-Todd au Congrès international de mathématiques industrielles et appliquées (ICIAM) de 2011, parlant de « Boundary value problems and integrability », et la conférencière Mary Cartwright 2019 de la London Mathematical Society, parlant de « Nonlinear transforms in the study of fluid dynamics ». Elle a été élue membre de la Royal Society of Edinburgh en 2020.  

## Publications
- (co-dir.) « Unified Transform for Boundary Value Problems: Applications and advances », avec Athanassios S. Fokas, SIAM, 2015.
- « Advances in the study of boundary value problems for nonlinear integrable PDEs ». Nonlinearity 28 R1-R38.
- avec D.A Smith, « Evolution PDEs and augmented eigenfunctions. The half-line case ». J. Spectral Theory, 2016, 6, 185-213.
- avec E. Kesici, T. Pryer & D.A. Smith, « Numerical implementation of the unified Fokas transform for evolution problems on a finite interval ». European Journal of Applied Mathematics, 2018, 29, 543-567.
- avec A.S. Fokas, « Boundary value problems for nonlinear integrable PDEs on the half-line ». J. Nonlin. Math Phys, 2018.
- avec D.A. Smith, « Nonlocal and multipoint boundary value problems for linear PDEs ». Studies in Applied Mathematics, 2018, 141, 46-88.
- avec A.S. Fokas et Baoqiang Xia, « Evolution equations on time-dependent intervals ». IMA Journal of Applied Mathematics, 2019, 84, 1044-1060.
- avec M.J.P.Cullen, T. Kuna & M. Wilkinson, «The Stability Principle and global weak solutions of the free-surface semi-geostrophic equations». Proceeding of the Royal Society A, 2019, 475, 2229-2244.